# 青い風のビーチサイド
「青い風のビーチサイド」（あおいかぜのビーチサイド）は、1985年6月21日に発売された松本典子の2枚目のシングル。

## 解説
表題曲「青い風のビーチサイド」は、ファーストアルバム『Straw Hat』の先行シングル候補曲の一つとして制作が開始され、その後メロディの一部変更や、ディレクターの提案でコーラスの追加などが行われ完成した楽曲。
作曲者の岸正之はこの曲の制作当時の心境を、「とにかく、アルバムを含めて、あのレコーディングはいい雰囲気でとても楽しかったです。スタッフも若かったし、
作家たちもこれからブレークするぞっていう勢いがありました。」と回顧している。

## 収録曲
1. 青い風のビーチサイド
  - 作詞：麻生圭子 / 作曲：岸正之 / 編曲：船山基紀
2. ジンジャー
  - 作詞：麻生圭子 / 作曲：矢野顕子 / 編曲：武部聡志

## 参考資料
- 松本典子「Straw Hat」ポスト松田聖子の夢を託された上質なデビューアルバム  – Re：minder
- 青い風のビーチサイド  – LRC song
- Idol.ne.jp | 70-80年代アイドル・芸能・サブカル考察サイト